# Hadzhidimovo
Hadzhidimovo é um município da Bulgária localizado na província de Blagoevgrad.
Possui 10.216 habitantes (31/12/2008).

## População
| Hadzhidimovo | Hadzhidimovo | Hadzhidimovo | Hadzhidimovo | Hadzhidimovo | Hadzhidimovo | Hadzhidimovo | Hadzhidimovo | Hadzhidimovo | Hadzhidimovo | Hadzhidimovo | Hadzhidimovo | Hadzhidimovo | Hadzhidimovo | Hadzhidimovo | Hadzhidimovo | Hadzhidimovo | Hadzhidimovo | Hadzhidimovo | Hadzhidimovo |
| --- | ------------ | ------------ | ------------ | ------------ | ------------ | ------------ | ------------ | ------------ | ------------ | ------------ | ------------ | ------------ | ------------ | ------------ | ------------ | ------------ | ------------ | ------------ | ------------ |
| Ano | 1887         | 1910         | 1934         | 1946         | 1956         | 1965         | 1975         | 1985         | 1992         | 2001         | 2002         | 2003         | 2004         | 2005         | 2006         | 2007         | 2008         | 2009         | 2010         |
| População |              |              |              | …            | …            | …            | …            | …            | 3,162        | 2,925        | 2,888        | 2,828        | 2,800        | 2,758        | 2,735        | 2,723        | 2,687        | 2,685        | 2,657        |
| Fontes: Instituto Nacional de Estatísticas, „citypopulation.de“, „pop-stat.mashke.org“, Bulgarian Academy of Sciences |              |              |              |              |              |              |              |              |              |              |              |              |              |              |              |              |              |              |              |